# Laboratoire de mécanique et technologie
Le laboratoire de mécanique et technologie (LMT-Cachan), créé en 1975, est une unité mixte de recherche, commune à l’École normale supérieure Paris-Saclay, au CNRS (Département des Sciences et Technologies de l'information et de l'Ingénierie, UMR 8535) et à l’Université Pierre et Marie Curie (UPMC). Il est depuis peu membre de l'UniverSud Paris. Il a été dirigé successivement par Jean Lemaitre (1975-1980), Pierre Ladevèze (1981-1984 et 1997-2005 ), Mircea Predeleanu (1985-1992), Giuseppe Geymonat (1993-1996), Olivier Allix (2006-2009), Ahmed Benallal (2010-2013), Frédéric Ragueneau (2014-2019). Depuis le 1er janvier 2020, le directeur est Pierre-Alain Boucard. 
Les activités du LMT-Cachan concernent la modélisation des solides et des structures : mécanique des matériaux, mécanique expérimentale, simulation numérique et calcul haute performance. Elles relèvent du domaine que les anglo-saxons appellent « Engineering Sciences ». Les fondamentaux du LMT-Cachan reposent sur la recherche du meilleur niveau international dans chacun de ces domaines. La plupart des recherches, motivées par des problèmes et défis industriels et sociétaux, cherchent à dégager des idées, méthodes et concepts permettant d’apporter des réponses à ces défis à long terme et sont souvent menées en relation étroite avec d’autres domaines, tels la physique, la chimie, les mathématiques, le calcul scientifique et l’informatique.
En janvier 2022, le Laboratoire de Mécanique et Technologie (LMT) fusionne avec le Laboratoire de Mécanique des Sols, Structures et Matériaux (MSSMat) pour créer le Laboratoire de Mécanique Paris-Saclay (LMPS).

## Effectifs
- Enseignants-chercheurs : 30
- Chercheurs : 7
- Personnels d'appui à la recherche : 16
- Doctorants : 97